# Auguste Döbbelin
Auguste Döbbelin, geborene Auguste Lange, (9. August 1803 in Berlin – 23. Januar 1842 in Coburg) war eine deutsche Theaterschauspielerin.

## Leben
Döbbelin, die Tochter des königl. Kriegsrates Lange, erhielt von ihrer Pflegemutter Friederike Döbbelin eine für damalige Verhältnisse außerordentliche Erziehung. Dieselbe entdecke auch das Talent ihrer Pflegetochter, welches sie wesentlich zu fördern verstand.
Durch ihre Lehrmeisterin und die damaligen hervorragenden Künstler an der Hofbühne in Berlin besonders für das Theater eingenommen, warf sie sich mit Eifer auf das Studium klassischer Liebhaberinnen und betrat endlich, von ihren Angehörigen dazu veranlasst, Anfang der 1820er Jahre die Bühne des Urania-Theaters in Berlin.
Weiteres Engagement nahm sie bei der Döbbelinschen Gesellschaft, wo sie in Friederike Döbbelin nicht nur eine wackere Freundin, sondern auch ein nachahmenswertes künstlerisches Vorbild fand. Nachdem sie nach dem Tode des Prinzipals und ihrer Pflegemutter ohne festes Engagement in Bremen, Hannover, Warschau etc. gastierte, trat sie am 1. Juni 1827 in den Verband des Hoftheaters zu Coburg-Gotha. Hier wirkte sie ununterbrochen bis 1841 (letzte Rolle „Herzogin Marlborough“ in Das Glas Wasser von Eugène Scribe).
Ihre künstlerische Tätigkeit wurde besonders günstig beeinflusst durch ihre 1838 eingegangene Ehe mit Conrad Carl Theodor Ernst Döbbelin. Die beiden Künstler ergänzten sich und es war besonders Auguste, die zu den besten Schauspielerinnen des Coburger Hoftheaters jener Zeit zählte. Sie starb an Wassersucht am 23. Januar 1842.